# CAサン・イシドロ
クルブ・アトレティコ・デ・サン・イシドロ（西: Club Atlético de San Isidro、略称: CASI）は、アルゼンチンのブエノスアイレス州サン・イシドロを拠点とするスポーツクラブ。ラグビーチームが特に有名である。トルネオ・デ・ラ・URBAに所属。

## 概要
アルゼンチンで最も成功しているラグビークラブの1つ。一般的には、頭文字からCASI（原語での発音は「カシ」）と呼ばれる。愛称はラ・アカデミア（La Academia）。ホームスタジアムは、サン・イシドロ大聖堂付近にあることからラ・カテドラル（スペイン語で大聖堂の意味）と呼ばれている。ユニフォームは、1918年に白と黒が採用されて以降、現在まで受け継がれている。
同じサン・イシドロ地区のサン・イシドロ・クルブ（SIC）を伝統的にライバルとしており、両者の対戦はラグビーにおけるアルゼンチンのスーペルクラシコ（súperclasico）と位置づけられている。
ブエノスアイレスリーグであるトルネオ・デ・ラ・URBAの優勝回数は歴代最多の33回である。1917年から1930年にかけてトルネオ・デ・ラ・URBAの13連覇を記録した。

## 歴史
1902年10月24日、主にサン・イシドロの住民から構成されるクルブ・デ・フットボール・デ・サン・イシドロ（Club de Foot-ball de San Isidro）と、イギリス人鉄道従事者を中心としたサン・イシドロ・アトレティック・クルブ（San Isidro Athletic Club）という2つのクラブの合併により、CAサン・イシドロ（CASI）が誕生した。当初はサッカーとクリケットをプレーしていた。
ラグビーチームが最初に創設されたのは1907年であったが、この時はメンバー不足などで長続きしなかった。しかし、その後1917年に再結成されると、そのシーズンのトルネオ・デ・ラ・URBAを制し、そこから13シーズン連続優勝を達成した。
1935年、CAサン・イシドロの会長の運営方針に不満を抱いた一部の有力選手やクラブ関係者が離反して、サン・イシドロ・クルブ（SIC）が結成された。以来、サン・イシドロ・クルブとの対戦はクラシコと位置づけられている。
1962年にはアルゼンチンのラグビークラブとして初めてイギリス遠征を催行した。
1986年には、南米クラブ王者を決める大会であるスダメリカーノ・デ・クルベスを制した。1995年には、国内クラブ王者を決めるナシオナル・デ・クルベス（1993年に大会創設）で優勝した。しかし以降は、タイトルから遠ざかることが目立つようになった。
2005年のトルネオ・デ・ラ・URBAでは、プレーオフの決勝でライバルのサン・イシドロ・クルブと対戦することになった。試合終了直前のペナルティゴールによりCAサン・イシドロが18-17で逆転勝利し、1985年以来20年ぶりにトルネオ・デ・ラ・URBAを制した。これが現在のところ、最後に獲得した主要タイトルとなっている。

## ライバル
CAサン・イシドロ（CASI）の最大のライバルは、同じブエノスアイレス州サン・イシドロ地区を本拠地としているサン・イシドロ・クルブ（SIC）である。サン・イシドロ・クルブは、1935年に新しく就任したCAサン・イシドロの会長に不満を抱く一部の有力選手・クラブ関係者が離反する形で結成された。そのような歴史的背景もあり、両者の対戦はスーペルクラシコ（súperclasico）と呼ばれ、サン・イシドロの街を二分する。
両チームの最初の対戦は1937年5月9日に行われ、サン・イシドロ・クルブが3-0で勝利した。約120年におよぶトルネオ・デ・ラ・URBAの歴史において、CAサン・イシドロとサン・イシドロ・クルブの2チームで約60回のリーグ優勝を記録している。特に1970年代から80年代にかけては、ほぼ全てのシーズンにおいてどちらかのチームが優勝を遂げた。対戦成績は2019年4月時点で、CAサン・イシドロの67勝、サン・イシドロ・クルブの52勝、引き分けが10試合となっている。

## タイトル

### 国内タイトル
- ナシオナル・デ・クルベス
  - 優勝 1回（1995）
- トルネオ・デ・ラ・URBA
  - 優勝 33回（1917, 1918, 1920, 1921, 1922, 1923, 1924, 1925, 1926, 1927, 1928, 1929, 1930, 1933, 1934, 1943, 1949, 1954, 1955, 1956, 1957, 1960, 1961, 1962, 1964, 1967, 1974, 1975, 1976, 1981, 1982, 1985, 2005）

### 国際タイトル
- スダメリカーノ・デ・クルベス[注 3]
  - 優勝 1回（1986）

## 歴代所属選手
- アグスティン・ピチョット(Agustín Pichot)
- マルティン・ランダホ(Martín Landajo)

## ラグビー以外の競技

### サッカー
1902年のクラブ創設時からサッカーチームは存在しており、1906年にはプリメーラ・ディビシオンに昇格した。以降、最後のシーズンとなった1931年まで、26シーズン連続でプリメーラ・ディビシオンに在籍した。ラグビーチームとは異なり、水色を基調としたユニフォームを着用していた。
1911年から1913年にかけて、ウルグアイのクラブチームとの国際カップ戦であるタイ・カップに3年連続で出場し、1912年の大会ではナシオナル・モンテビデオに勝利して優勝した。
プリメーラ・ディビシオンでは、1913年と1915年に優勝決定戦まで進出したが、ともにラシン・クルブに敗れた。
その後チームは弱体化していき、プリメーラ・ディビシオンのプロリーグ化に伴い、1931年のシーズン途中をもってCAサン・イシドロはリーグから脱退した。

#### タイトル
- タイ・カップ
  - 優勝 1回（1912）